# Доходный дом А. М. Штрома
Доходный дом А. М. Штрома — объект культурного наследия регионального значения по адресу улица Большая Садовая, 89 в Ростове-на-Дону. Был построен в начале XX века в исторической части города архитектором Л. Ф. Эбергом.

## История
В 1910-х годах архитектор Леонид Фёдорович Эберг только начинал свою профессиональную деятельность: в 1911 году он завершил свое обучение в Московском училище живописи, ваяния и зодчества и был приглашен на должность заведующего постройками при городской управе в Ростове-на-Дону. В это же время происходит его знакомство с состоятельным ростовчанином — банкиром Александром Михайловичем Штромом, который как раз занят поиском архитектора для создания проекта доходного дома. Его выбор подает на Л. Ф. Эберга.
Молодой архитектор начинает заниматься планировкой и строительством пятиэтажного доходного дома, спустя 2 года проект завершен, по состоянию на 1912 год пятиэтажный дом построен, а кредитные средства, взятые под строительство дома — выплачены. На фасаде доходного дома была установлена мемориальная доска с текстом, в которой сообщалось, что этот дом был возведен в год 300-летия Дома Романовых. Доска на фасаде дома размещалась до наступления 1950-х годов. После постройки доходного дома Штрому, у Леонида Эберга появились другие рабочие заказы в Ростове-на-Дону.